# Leon Bailey
Leon Bailey (Kingston, 9 augustus 1997) is een Jamaicaans voetballer die doorgaans als vleugelspeler of spits speelt. Hij maakte in augustus 2021 de overstap van Bayer 04 Leverkusen naar Aston Villa. Bailey debuteerde in 2019 in het Jamaicaans voetbalelftal.

## Carrière

### Jeugd
Bailey is een zoon van spelersmakelaar Craig Butler, die tevens eigenaar was van de Jamaicaanse voetbalschool Phoenix Academy. Hij bood zijn zoon, diens jongere halfbroer Kyle Butler en een derde Jamaicaanse jeugdvoetballer aan bij KRC Genk. De club nam hen via een ontwerpovereenkomst op in de jeugdopleiding. In eerste instantie woonden de drie jongens in bij Butler, die hiervoor een huis betrok in As, nabij Genk. 
Nadat Butler vertrok naar Mexico, in eerste instantie voor het formaliseren van zijn verhuizing naar België, was hij vier maanden spoorloos. Naar eigen zeggen omdat hij ontvoerd was. In deze vier maanden zorgde KRC Genk voor de kinderen, die op dat moment zonder ouders of voogd in België verbleven. Toen Butler na vier maanden terugkeerde, bleek hij platzak en kreeg hij van KRC Genk een baan aangeboden bij een sponsor van de club. 
Nadat de Arbeidsinspectie lucht kreeg van de zaak, deden zij een inval bij KRC Genk, waarna Butler zijn spelers terugtrok en aanbood bij Standard Luik. Tot een overgang naar de Luikse club kwam het niet omdat Butler geen werkvergunning kreeg. Daardoor konden zijn kinderen niet legaal in België verblijven. Hierna bood Butler zijn zoons aan bij diverse Europese clubs. AFC Ajax bereikte in oktober 2013 een mondeling akkoord met Bailey, maar tot een overgang kwam het niet. De EU-regels stonden niet toe dat een speler onder de achttien jaar een profcontract tekende bij een voetbalclub. Hierna zwierf het huishouden door Europa en trainden de jongens bij verschillende clubs. Begin 2015 dook het tweetal op bij AS Trenčín.

### KRC Genk
Bailey keerde op 12 augustus 2015 terug naar KRC Genk, waar hij zijn eerste profcontract tekende. Genk troefde hiermee naar verluidt onder meer Excelsior Moeskroen en Chelsea af. Met de overgang was ongeveer 1,4 miljoen euro gemoeid. Op 21 augustus maakte hij zijn debuut in de Eerste klasse. Die dag viel hij tijdens een wedstrijd uit bij STVV in de 61e minuut in voor Siebe Schrijvers. Zijn eerste doelpunt maakte hij op 23 september 2015, in een bekerwedstrijd tegen Dessel Sport. Aan het begin van het seizoen 2016/17 was hij erg belangrijk in het bereiken van de groepsfase van de UEFA Europa League. In zes kwalificatiewedstrijden was hij goed voor drie goals en drie assists. Derhalve debuteerde hij op 15 september in het hoofdtoernooi van de Europa League tegen Rapid Wien, waarin hij beide Belgische doelpunten maakte in een 3-2 nederlaag. 
Bailey was in het anderhalf jaar dat hij voor Genk speelde basisspeler en kwam hierin tot 77 wedstrijden, waarin hij vijftien keer scoorde en 21 assists leverde. In januari 2017 forceerde hij een transfer naar het Duitse Leverkussen door verschillende keren niet op de trainingen te verschijnen.

### Bayer 04 Leverkusen
Bailey tekende in januari 2017 een contract tot medio 2022 bij Bayer 04 Leverkusen, de nummer negen van de Bundesliga op dat moment. Verschillende bronnen spraken over een transferbedrag variërend van elf tot vijftien miljoen euro. Hij maakte op 3 februari tegen Hamburger SV zijn debuut voor de club. Op 21 februari debuteerde hij in de UEFA Champions League tijdens de kwartfinale tegen Atlético Madrid. 
In de eerste wedstrijd van het nieuwe seizoen voor de beker tegen Karlsruher SC op 11 augustus scoorde Bailey zijn eerste goal voor Bayer Leverkusen.  Op 29 september scoorde hij tegen FC Schalke 04 ook zijn eerste competitiegoal voor Bayer Leverkusen. Op 17 december scoorde hij tweemaal in een 4-4 gelijkspel tegen Hannover 96. Bailey was basisspeler in zijn eerste volledige seizoen in Duitsland en kwam tot twaalf goals en zes assists in 34 wedstrijden.
Op 30 november 2019 was hij goed voor beide doelpunten in een 2-1 overwinning op koploper en later kampioen FC Bayern München. Hij pakte in die periode wel twee directe rode kaarten binnen een maand tijd van elkaar. Na twee seizoenen met slechts vijf competitiegoals, beleefde Bailey in het seizoen 2020/21 weer een sterk seizoen. Hij scoorde vijftien keer en gaf elf assists in alle competities. In totaal speelde Bailey 156 wedstrijden voor Bayer Leverkusen in 4,5 seizoen. Hij kwam hierin tot 39 doelpunten en 26 assists.

### Aston Villa
Op 4 augustus 2021 tekende Bailey een contract bij Aston Villa, dat 32 miljoen euro voor hem betaalde. Tien dagen later maakte hij als invaller zijn debuut voor Aston Villa tegen Watford. Op 18 september scoorde hij in een 3-0 overwinning op Everton zijn eerste doelpunt voor Aston Villa. Toch zou hij slechts achttien competitiewedstrijden speelde, doordat hij liefst vier verschillende blessures had dat seizoen, die hem langere periodes aan de kant hielden. 
In zijn tweede seizoen was hij een stuk fitter en miste hij slechts vijf wedstrijden in alle competities. Hij kwam in 36 wedstrijden tot vijf goals en vier assists, maar pas in zijn derde seizoen ging het pas echt lopen bij Bailey. Onder trainer Unai Emery speelde hij 52 wedstrijden, waarin hij goed was voor veertien goals en veertien assists, zijn beste seizoen in cijfers.

## Clubstatistieken
| Seizoen         | Club                | Competitie         | Competitie | Competitie | Beker | Beker | Internationaal | Internationaal | Totaal | Totaal |
| Seizoen         | Club                | Competitie         | Wed.       | Dlp.       | Wed.  | Dlp.  | Wed.           | Dlp.           | Wed.   | Dlp.   |
| --------------- | ------------------- | ------------------ | ---------- | ---------- | ----- | ----- | -------------- | -------------- | ------ | ------ |
| 2015/16         | KRC Genk            | Jupiler Pro League | 37         | 6          | 5     | 1     | —              | —              | 42     | 7      |
| 2016/17         | KRC Genk            | Jupiler Pro League | 19         | 2          | 4     | 0     | 12             | 7              | 35     | 9      |
| 2016/17         | Bayer 04 Leverkusen | Bundesliga         | 8          | 0          | 0     | 0     | 2              | 0              | 10     | 0      |
| 2017/18         | Bayer 04 Leverkusen | Bundesliga         | 30         | 9          | 4     | 3     | —              | —              | 34     | 12     |
| 2018/19         | Bayer 04 Leverkusen | Bundesliga         | 29         | 5          | 2     | 0     | 8              | 0              | 39     | 5      |
| 2019/20         | Bayer 04 Leverkusen | Bundesliga         | 22         | 5          | 3     | 1     | 8              | 1              | 33     | 7      |
| 2020/21         | Bayer 04 Leverkusen | Bundesliga         | 30         | 9          | 2     | 1     | 8              | 5              | 40     | 15     |
| 2021/22         | Aston Villa         | Premier League     | 18         | 1          | 0     | 0     | —              | —              | 18     | 1      |
| 2022/23         | Aston Villa         | Premier League     | 33         | 4          | 3     | 1     | —              | —              | 36     | 5      |
| 2023/24         | Aston Villa         | Premier League     | 35         | 10         | 4     | 0     | 13             | 4              | 52     | 14     |
| Carrière totaal | Carrière totaal     | Carrière totaal    | 261        | 51         | 27    | 7     | 51             | 17             | 339    | 75     |

## Interlandcarrière
Bailey debuteerde op 18 juni 2019 in het Jamaicaans voetbalelftal, in een met 3-2 gewonnen groepswedstrijd op de Gold Cup 2019 tegen Honduras. Hij nam ook deel aan de Gold Cup 2019 en 2023.

## Erelijst
| Individueel                       |    |      |
| Jonge Profvoetballer van het Jaar | 1x | 2016 |

2 Cash ·
3 Carlos ·
4 Konsa ·
5 Mings ·
6 Barkley ·
7 McGinn  ·
8 Tielemans ·
Rashford ·
10 Buendía ·
11 Watkins ·
12 Digne ·
14 Torres ·
18 Gauci ·
19 Philogene ·
20 Nedeljković ·
22 Maatsen ·
23 Martínez ·
24 Onana ·
25 Olsen ·
26 Bogarde ·
27 Rogers ·
30 Hause ·
31 Bailey ·
41 Ramsey ·
44 Kamara ·
50 Swinkels ·
Coach: Emery